# Hoffmann Lenke
Belányiné Hoffmann Lenke (Trencsén, 1890. január 6. – Budapest, 1973. március 8.) festő.

## Életútja
Szablya-Frischauf Ferenc magániskolájában tanult, ezután Firenzében és Párizsban képezte magát A. Lhôténél. Nagybányán is dolgozott huzamosabb ideig. Főként férje, Belányi Viktor művészete volt rá hatással. Művei különös hangulatú város- és életképek. 1966-ban szerepelt képeivel az első pozsonyi naiv művészeti kiállításon. A neoprimitív törekvéseken belül egyéni karakterű festői világot teremtett meg (Az állatok társalgása, Szlovákiai emlék stb.), műveit a szecesszió és a gyerekrajzok ihlették.